# طاحونة أوتيرتون
تقع طاحونة مياه أوتيرتون Otterton Water Mill في قرية أوتيرتون، بالقرب من بودلي سالترتون في مقاطعة ديفون في إنجلترا. تقع طاحونة أوتيرتون بجانب نهر Otter في ديفون.  تم تسجيل الطاحونة في هذه المنطقة في كتاب ونشيستر (يوم القيامة) عام 1086  كانت الطاحونة تمتلك ثلاثة أزواج من الحجارة. أعطى الملك هنري الخامس القصر وطاحونه إلى راهبات دير سيون. عند حل الأديرة تم بيع القصر لريتشارد ديوك، الذي ظلت الطاحونة في حوزة عائلته لمدة 200 عام. تم بيع العقار والمطحنة مرة أخرى في عام 1785 إلى دينيس رول، وبعد ذلك تم الزواج من عائلة كلينتون، التي لا تزال تمتلك المصنع كجزء من عقارات كلينتون ديفون. توقف الطحن في عام 1959 واستخدمت المباني لاحقًا لتخزين الحبوب.

## الترميم
خلال منتصف القرن العشرين، سقطت مطحنة أوتيرتون تدريجيًا في حالة سيئة، وخلال هذه الفترة تم استخدام أجزاء من مجمع المطاحن كسوق للماشية ومسلخ. انخفض الطحن في عام 1959، وبعد ذلك تم استخدام المباني لتخزين الحبوب.
تم ترميم الطاحونة المائية في عام 1977 بواسطة ديسنا جرينهاو، وتم تشغيلها مرة أخرى منذ ذلك الحين، ولا تزال تعمل حتى اليوم. يوجد بجانب الطاحونة مخبز ومتجر ومطعم ومعرض للفنون والحرف اليدوية. يستضيف المصنع حدث سنوي مع "فريق الآثار المحمولة" لفحص الاكتشافات الأثرية الموجودة في المنطقة. 
حاليا أعمال الطاحونة القديمة مفتوحة بالكامل ويمكن الدخول إليها مجانًا للعرض العام، ويتم عرض جولة ذاتية التوجيه وعجلة المياه مستمرة في الدوران.

## أنظر أيضا
- قائمة أقدم الشركات

## روابط خارجية
- الموقع الرسمي